# Hans Joachim von Brockhusen
Hans-Joachim Adalbert Gotthilf von Brockhusen-Justin  (* 20. März 1860 in Hannover; † 16. Oktober 1928 in Bad Reichenhall) war ein deutscher Politiker, Gutsherr und Offizier.

## Leben
Er entstammte der alten pommerschen Adelsfamilie Brockhusen. Sein Vater, Gotthilf von Brockhusen, war preußischer Rittmeister und Rittergutsbesitzer auf Groß-Justin im Kreis Cammin bei Stettin. Nach dem Abitur am Bugenhagianum in Treptow an der Rega studierte Brockhusen Rechtswissenschaft an den Universitäten Göttingen, Heidelberg und Berlin. In Göttingen schloss er sich 1887 dem Corps Saxonia und in Heidelberg 1888 dem Corps Saxo-Borussia an. Außerdem schloss er sich der christlich-sozialen Bewegung um den Berliner Hofprediger und antisemitischen Propagandisten Adolf Stoecker an. Nach der Promotion trat Brockhusen 1891 in den preußischen Verwaltungsdienst ein. Als Einjährig-Freiwilliger und Sekondeleutnant der Reserve gehörte er dem 1. Garde-Regiment zu Fuß in Potsdam an.
Am 5. Januar 1902 heiratete Brockhusen in Karlsruhe Irmengard von Beneckendorff und von Hindenburg (1880–1948), eine Tochter Paul von Hindenburgs, des späteren Generalfeldmarschalls und Reichspräsidenten. Das Ehepaar hatte drei Söhne, Hans-Heinrich von Brockhusen (1902–1971); verheiratet, Hans-Henning von Brockhusen (1910–1941) und Hans-Hartmut von Brockhusen (1919–2015), zweimal verheiratet; lebte in Australien.
1903 wurde er zum Landrat des Kreises Grünberg in Grünberg in der damaligen preußischen Provinz Schlesien ernannt. Dieses Amt übte er acht Jahre lang bis 1911 aus. 1908 erbte er nach dem Tod seines Vaters das pommersche Fideikommiss-Gut Groß-Justin sowie das Gut Schrubtow im Kreis Greifenberg in Pommern und war seither Rittergutsbesitzer und „landsässig“.
Ab 1911 amtierte Brockhusen als Landrat des Kreises Colberg-Cörlin in Hinterpommern. Nach dem Ausbruch des Ersten Weltkrieges nahm er zunächst als Hauptmann der Reserve im 1. Garde-Regiments zu Fuß an den Kampfhandlungen in Frankreich teil und wurde mit beiden Klassen des Eisernen Kreuzes ausgezeichnet. Im Herbst 1914 kam er als 3. Adjutant in den Stab seines Schwiegervaters Hindenburg, inzwischen Oberbefehlshaber der deutschen Streitkräfte im Osten. Als Mitarbeiter von Erich Ludendorff, dem Chef von Hindenburgs Stab, organisierte Brockhusen den Aufbau des Verwaltungssystems für das von Deutschland besetzte Baltikum („Land Ober Ost“, bestehend aus Kurland, Litauen und Białystok-Grodno). Nach einer Reise durch Kurland im Juli 1915 setzte sich Brockhusen in einer Denkschrift für die Angliederung des Gebietes an das Deutsche Reich zu Siedlungszwecken ein, ein Plan der schließlich von Ludendorff aufgegriffen wurde. Zu dieser Zeit knüpfte Brockhusen auch freundschaftliche Kontakte zum schwedischen Schriftsteller und Naturforscher Sven Hedin.
Zum Chef der politischen Abteilung des Stabes Ober Ost avanciert musste Brockhusen 1916 aufgrund einer schweren Erkrankung in die Heimat zurückkehren. Nach seiner Genesung wurde er stellvertretender Verwaltungschef des deutsch besetzten Baltikums. Ende 1918, nach der deutschen Kriegsniederlage und der Novemberrevolution, ließ er sich auf seinem Gut Groß-Justin nieder.
Politisch ein überzeugter Monarchist und Befürworter einer ständisch aufgebauten Gesellschaftsordnung gründete er im Januar 1919 den „Bund deutscher Männer und Frauen zum Schutz der persönlichen Freiheit und des Lebens Wilhelms II.“. Ziel dieser Vereinigung war es, die Auslieferung des demissionierten und im niederländischen Exil lebenden ehemaligen Deutschen Kaisers an die Siegermächte des Ersten Weltkrieges – die zu dieser Zeit öffentlich erklärten, ihn als Kriegsverbrecher vor Gericht stellen zu wollen – zu verhindern. Die Vereinigung wurde jedoch bald wieder aufgelöst, da Brockhusen mit einem Bestechungsskandal in Zusammenhang gebracht worden war.
Nun wurde er Vorsitzender des Arbeitsausschusses „Der Aufrechte“, der die Wiedereinführung der Monarchie betrieb. Noch im selben Jahr wurde er der erste Vorsitzende des aus dem Ausschuss entstandenen „Bundes der Aufrechten“, dessen Losung: „Mit Gott für König und Vaterland, mit Gott für Kaiser und Reich!“ lautete, und versuchte, alle Volkskreise zu erreichen. Eine Massenbewegung wurde es indessen nicht. Auch die Hoffnungen seiner Anhänger, durch die Wahl von Brockhusens Schwiegervater Hindenburg zum Reichspräsidenten der Weimarer Republik größeren Einfluss auf die deutsche Regierungspolitik zu gewinnen, erfüllten sich nicht.
Seinen politischen Überzeugungen verlieh Brockhusen auch in zahlreichen Publikationen Ausdruck. Brockhusen war gläubiger Protestant und Mitglied des Johanniterordens und ein „bekannter Antisemit“.
In einem während des Zweiten Weltkriegs erschienenen Anekdotenbuch wurde er als „ein ganz prächtiger und überaus vielseitiger Mensch […] munter und geistreich, Dichter, Schriftsteller, Sänger und Landrat“ gepriesen.
Er verstarb 1928, 68-jährig, während einer Kur in Bayern.

## Werke
- Die Kaiserischen. Eine politische Erzählung. Eulen-Verlag, Berlin-Lichterfelde 1919. DNB 572772858
- Carl Christian Friedrich von Brockhausen, ein preussischer Staatsmann um die Wende des 18. Jahrhunderts. L. Bamberg, Greifswald 1927. DNB 579256855
- Der Weltkrieg und ein schlichtes Menschenleben. L. Bamberg, Greifswald 1928. DNB 572772866
- Für ein einiges Deutschland. Ein Mahnwort an die große Rechte. Stilke, Berlin 1928. DNB 579256863